# Students' Union
La Students' Union è un tipo di organizzazione studentesca diffusa in molte università, soprattutto americane e inglesi, il cui obiettivo principale è la socializzazione tra studenti all'interno dello stesso campus, attraverso numerose attività sportive, culturali, ecc.
Lo scopo di queste organizzazioni è anche quello di rappresentare gli studenti all'interno e all'esterno delle istituzioni, su questioni locali e nazionali, svincolandosi del tutto dal partitismo politico (si tratta di associazioni con adesioni politicamente trasversali).
Inoltre tale organizzazione assicura numerosi servizi (spesso basati sul mutuo soccorso) agli studenti, i quali possono svolgere attivamente funzioni tecniche o direttive attraverso democratici criteri elettivi.
La struttura organizzativa di una Students' Union è completamente indipendente dalle gerarchie accademiche, acquisendo in molti casi la fisionomia di un vero e proprio "sindacato degli studenti".
La più grande Students' Union del mondo si trova nell'Università Statale dell'Oklahoma (USA) e ha la peculiarità di essersi confermata più volte un trampolino di lancio per molti aspiranti politici statunitensi.
Infine, in USA tali organizzazioni sono legalmente riconosciute, pertanto godono di agevolazioni sia sul piano finanziario, sia sul piano della rilevanza politica delle posizioni espresse dalla Students' Union.
In Italia il modello organizzativo delle Students' Union non risulta molto diffuso.